# 尼日河 (四川省)
牛日河又称尼日河（羅馬化：Nyip Hxo Ryx Yyp Mop），是中国长江流域的一条河流，汇入大渡河中游，属于大渡河水系。河长123千米，流域面积4090平方千米，年均流量125立方米每秒。自然落差1960米。水能理论蕴藏量48万千瓦。

## 径流
尼日河发源于喜德县尼波镇东的力比少哈山，进入越西县后称普雄河（羅馬化：pop hxo la dda yyp mop），普雄河谷较为开阔，水流平缓；至裤裆沟出口汇入越西河后称为漫滩河（羅馬化：yyp mop nyo lo）并进入峡谷区，进入甘洛县后称为果觉河，过甘洛县城、甘洛河河口后称牛日河，最后于乌史大桥乡尼日汇入大渡河。
- 喜德县拉普河上游乐武段
- 越西县尔赛河附近的牛日河
- 普雄河谷
- 尔觉镇团结水电站
- 拉普镇机德村
- 乃托镇漫滩河
- 甘洛县玉田水电站
- 甘洛县成昆铁路牛日河3号桥